# Entzündungsmediator
Entzündungsmediatoren sind körpereigene Stoffe, die eine Entzündungsreaktion des Körpers einleiten oder aufrechterhalten.
Zu den Entzündungsmediatoren gehören sowohl niedermolekulare Verbindungen, wie Histamin, Serotonin, Prostaglandine und Leukotriene als auch höhermolekulare peptidische Substanzen oder Proteine, wie Bradykinin, Substanz P, Calcitonin Gene-Related Peptide, Komplementfaktoren und Zytokine.
Die von Entzündungsmediatoren vermittelten Effekte schließen insbesondere Wirkungen auf Zellen des Immunsystems, wie chemotaktische Rekrutierung von Leukozyten, Zellproliferation und Degranulation von Mastzellen und basophilen Granulozyten, ein. Darüber hinaus können sie Wirkungen auf Blutgefäße (z. B. Dilatation und Permeabilitätserhöhung), verbunden mit Ödembildung, zeigen und spielen in der Regulation von Fieber die zentrale Rolle.